# Tomáš Staněk
Tomáš Staněk (Praga, Checoslovaquia, 13 de junio de 1991) es un deportista checo que compite en atletismo, especialista en la prueba de lanzamiento de peso.
Ganó una medalla de bronce en el Campeonato Mundial de Atletismo en Pista Cubierta de 2018, una medalla de bronce en el Campeonato Europeo de Atletismo de 2022 y cinco medallas en el Campeonato Europeo de Atletismo en Pista Cubierta entre los años 2017 y 2025.

## Palmarés internacional
| Campeonato Mundial en Pista Cubierta | Campeonato Mundial en Pista Cubierta | Campeonato Mundial en Pista Cubierta | Campeonato Mundial en Pista Cubierta |
| Año                                  | Lugar                                | Medalla                              | Prueba                               |
| ------------------------------------ | ------------------------------------ | ------------------------------------ | ------------------------------------ |
| 2018                                 | Birmingham (Reino Unido)             | Medalla de bronce                    | Peso                                 |
| Campeonato Europeo                   |                                      |                                      |                                      |
| Año                                  | Lugar                                | Medalla                              | Prueba                               |
| 2022                                 | Múnich (Alemania)                    | Medalla de bronce                    | Peso                                 |
| Campeonato Europeo en Pista Cubierta |                                      |                                      |                                      |
| Año                                  | Lugar                                | Medalla                              | Prueba                               |
| 2017                                 | Belgrado (Serbia)                    | Medalla de plata                     | Peso                                 |
| 2019                                 | Glasgow (Reino Unido)                | Medalla de bronce                    | Peso                                 |
| 2021                                 | Toruń (Polonia)                      | Medalla de oro                       | Peso                                 |
| 2023                                 | Estambul (Turquía)                   | Medalla de plata                     | Peso                                 |
| 2025                                 | Apeldoorn (Países Bajos)             | Medalla de bronce                    | Peso                                 |